# Tállya
Tállya ist eine ungarische Gemeinde im Kreis Szerencs im Komitat Borsod-Abaúj-Zemplén.

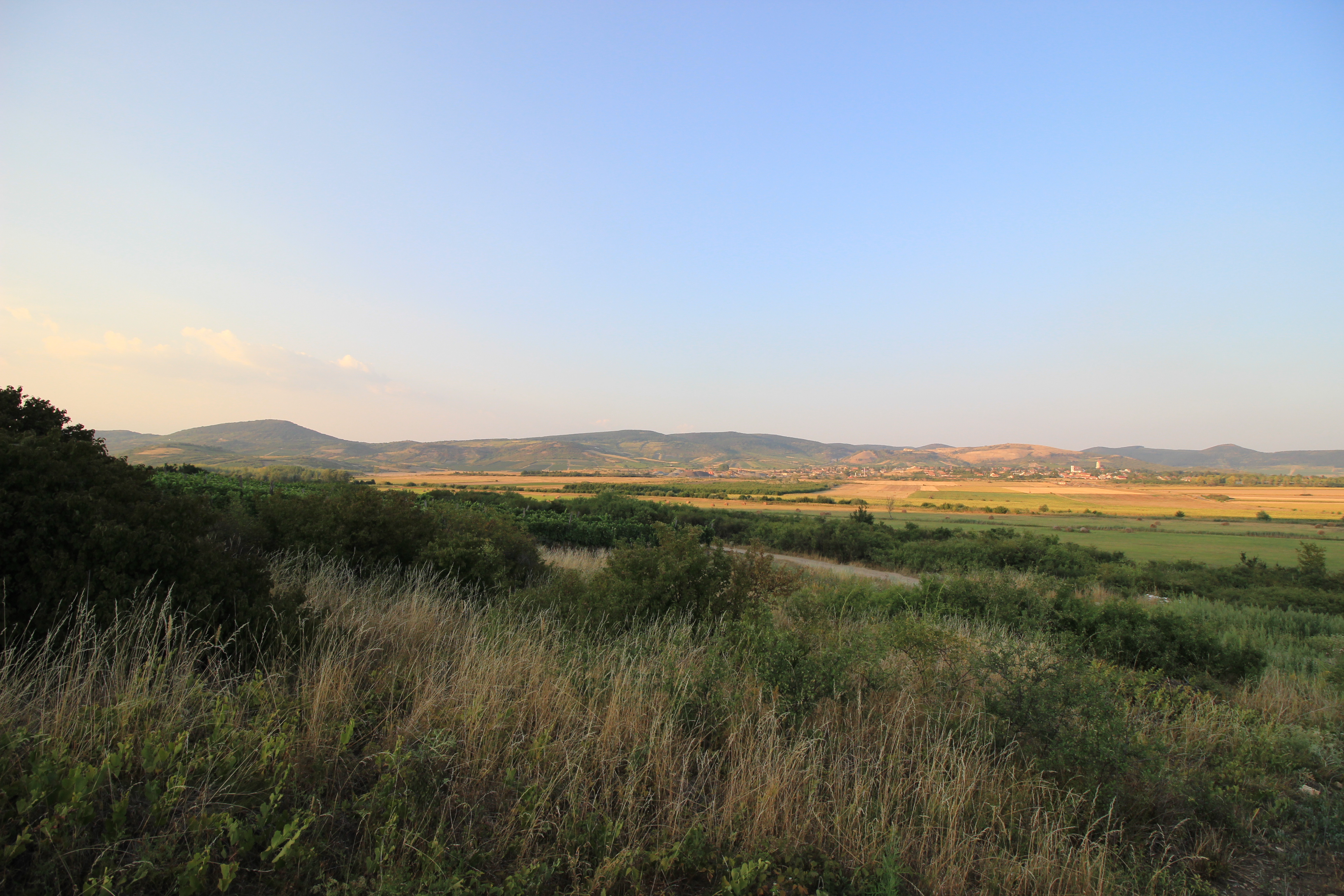
Blick auf Tállya

## Geografische Lage
Tállya liegt in Nordungarn, 36 Kilometer nordöstlich des Komitatssitzes Miskolc und 8 Kilometer nordöstlich der Kreisstadt Szerencs, im nördlichen Teil des Tokajer Weingebiets. Die höchste Erhebung auf dem Gemeindegebiet beträgt 595 Meter. Nachbargemeinden sind Abaújszántó, Erdőbénye, Mád, Rátka und Golop.

## Geschichte
Das Gebiet war schon in der Vorzeit bewohnt. Im 15. Jahrhundert wurde der Ort als Stadt erwähnt. Den Namen stammt wahrscheinlich von französischen Einwanderern. Im Mittelalter stand hier eine Burg, die schon im 16. Jahrhundert eine Ruine war. Zsuzsanna Lorántffy, die Gemahlin von Georg I. Rákóczi, nutzte sie als Steinbruch. Beim Rákóczi-Aufstand war Tállya ein Hauptstandort der Kuruzen. 1711 verlor die Familie Rákóczi den Ort an die Familie Bretzenhein. Später ging er an die Familie Sóhalmi.
Im Jahr 1913 gab es in der damaligen Großgemeinde 615 Häuser und 3650 Einwohner auf einer Fläche von 6628 Katastraljochen. Sie gehörte zu dieser Zeit zum Bezirk Szerencs im Komitat Zemplén.

## Söhne und Töchter der Gemeinde
- Jakob Teichman (1915–2001), schweizerischer Rabbiner ungarischer Herkunft

## Sehenswürdigkeiten
- Griechisch-katholische Kapelle Szent György nagyvértanú
- Gyula-Bártfai-Szabó-Denkmal, erschaffen 1934 von Béla Farkas
- János-Lavotta-Reliefgedenktafel, erschaffen von György Kiss
- Reformierte Kirche
- Römisch-katholische Kirche Szent László
- Skulptur Madár, erschaffen von Volodimir Scsur
- Weltkriegsdenkmal

## Verkehr
Durch Tállya verläuft die Landstraße Nr. 3712, westlich des Ortes die Hauptstraße Nr. 39. Die Gemeinde liegt an der Bahnstrecke Szerencs–Hidasnémeti.